# 二輪駆動
二輪駆動（にりんくどう）とは、自動車、オートバイ、自転車などの駆動方法の一種で、装着されている車輪のうち二輪を駆動させる方式である。

## 概要

### 四輪以上の車両

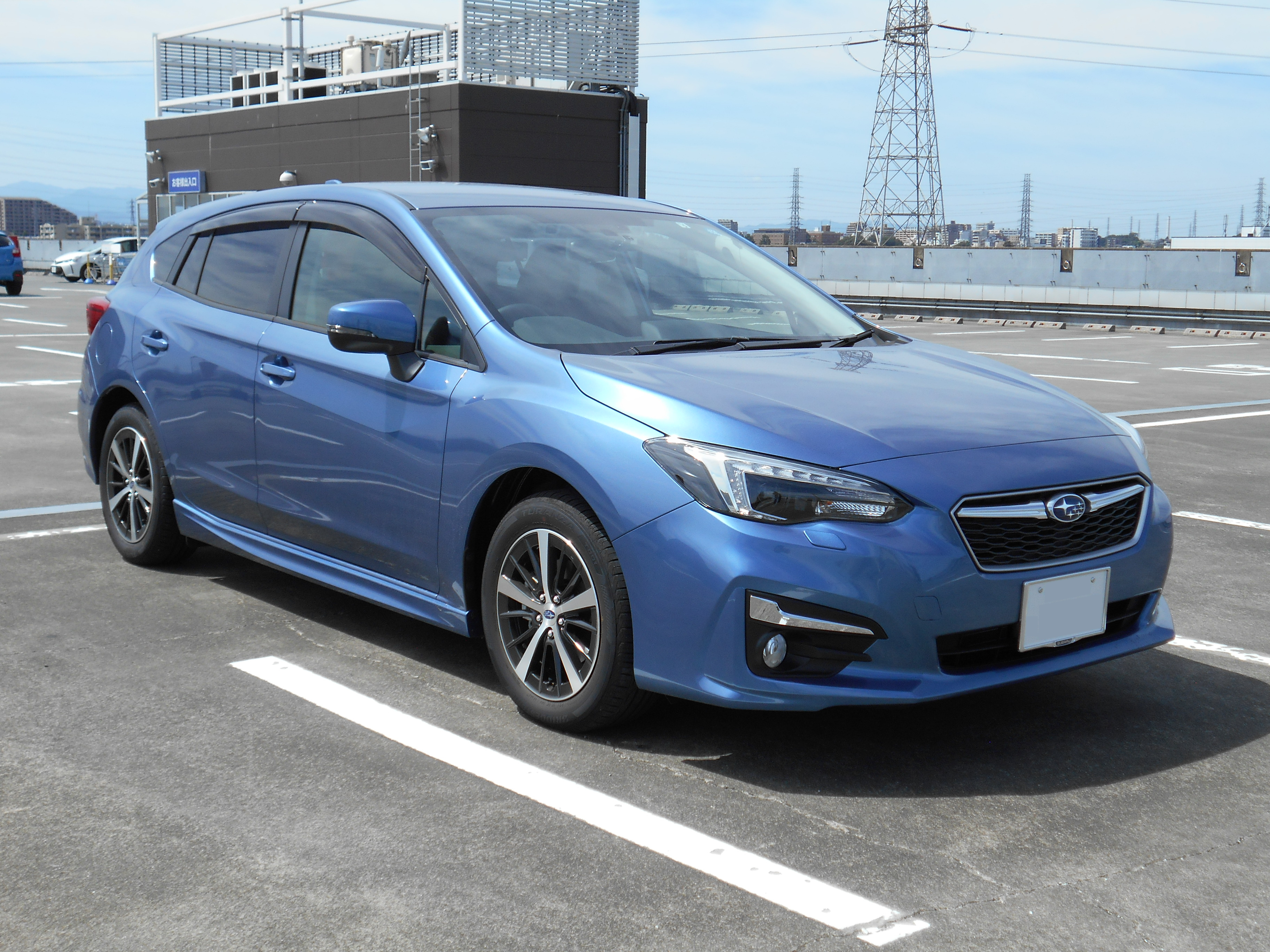
スバルのボクサーエンジンは、元々は理想的な二輪駆動（FF）を実現するために採用された。現在もインプレッサに二輪駆動の設定が残っている。

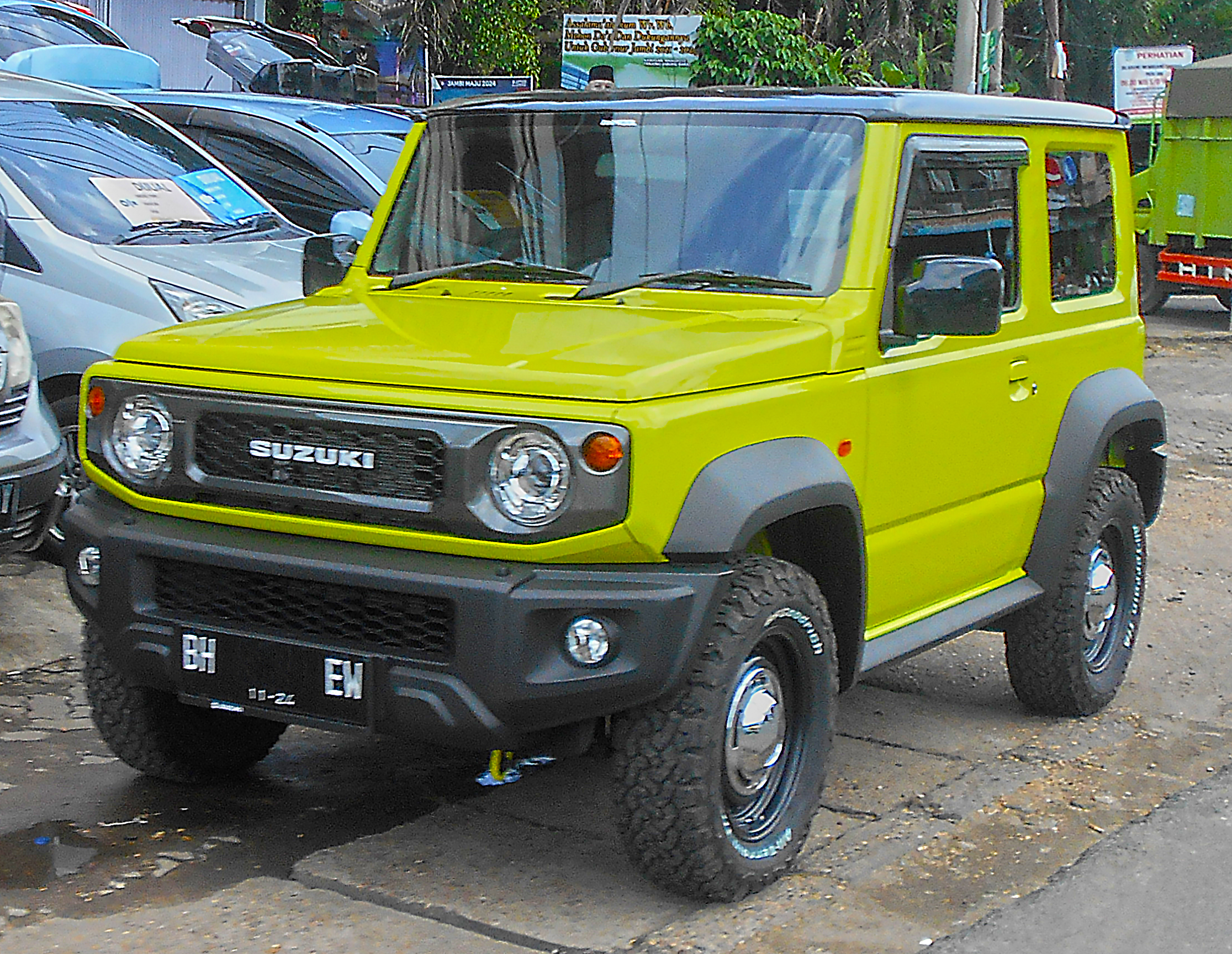
四輪駆動車の代名詞として知られるスズキ・ジムニーだが、舗装路で日常遣いする場合は二輪駆動状態での走行が基本となる。

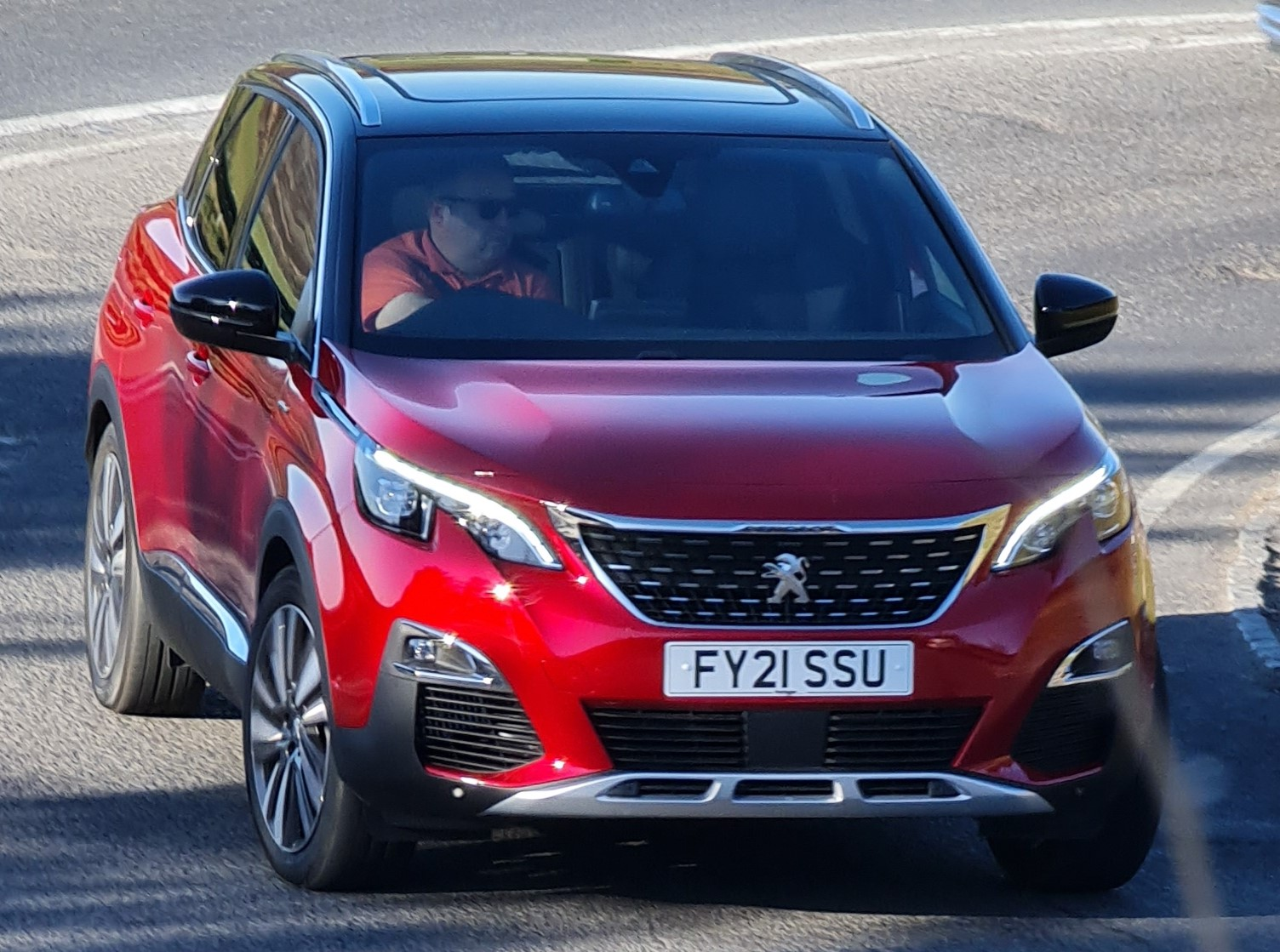
フランス車は母国の環境もあって、伝統的に二輪駆動が多い。グループPSAのSUVは、電子制御を駆使した『グリップコントロール』により、二輪駆動でも十分な走破性を得られると謳っている。

いずれか1つの車軸上にある1対の車輪で駆動する。一般的な四輪車の場合は英語のtwo-wheel driveを略して2WD、欧州式の表記で4x2（four-by-two/フォーバイツー）とも呼ばれる。六輪トラックの場合は「6x2」「一軸駆動」「ワンデフ車」などと称される。
四輪車の場合は前軸の車輪で駆動する「前輪駆動 (英: Front Wheel Drive, FWD)」と、後軸の車輪で駆動する「後輪駆動」 (英: Rear Wheel Drive, RWD) の2種類があり、用途によって使い分けられる。小中型クラスの乗用車は前輪駆動、それ以外（高級車・スポーツカー・商用車など）は後輪駆動である場合が多い。
さらに細かく見ると、エンジン（モーター）配置と駆動輪の組み合わせに応じてFF（フロントエンジン・フロントドライブ方式）、FR（フロントエンジン・リアドライブ方式）、MR（ミッドシップエンジン・リアドライブ方式）、RR（リアエンジン・リアドライブ方式）の4種類が存在する。四輪駆動はこれらの方式に駆動系を追加する形で製造されるが、その運転特性はベースにした二輪駆動の方式によって左右される。
四輪駆動をはじめとする複数の車軸で駆動する方式と比べると、機構がシンプルであるため製造・メンテナンスのコストが低く、従って車両価格は安い。加えて重量が軽く駆動損失も抑えられるので燃費が良く、タイヤ・ブレーキなど部品の寿命も延ばせるので、総じて必要な費用は安くなる。他にも設計の自由度が高く、車種によっては車内空間を広く取れたり、前輪の切れ角を大きくできる（＝最小回転半径を小さくできる）点もメリットとなる。
最大の弱点は、トラクションが不足しやすいことである。駆動力が2つの駆動輪のみに集中するため、ハイパワー車両の全開時や摩擦の低い路面では空転を起こしやすい。特に火山灰が12cm以上積もった条件ではチェーンを装着しても走行に支障がある。また差動装置に差動制限機構を持たない場合は、構造上1つの車輪が空転する状況では駆動力が地面に伝わらなくなる。タイヤ性能と電子制御技術の進歩した現代では多少改善はされているものの、走破性の低さが本質的な弱点であることには変わりなく、スタックの恐れが大きい豪雪地帯や未舗装路地帯では二輪駆動の比率は大きく下がる傾向にある。細かいところでは、下り坂ではエンジンブレーキが二輪にしか効かない点もデメリットとなる。
一般に「四輪駆動車」として販売されている車種・グレードは、一部のフルタイム式を採用する本格オフローダーやスポーツカーを除き、実際には二輪駆動としても走行できるものが多い。特に手動で二輪駆動に切り替えられるパートタイム式や、滑りを検知した場合のみ自動で四輪駆動となるスタンバイ式は、舗装路では燃費の良い二輪駆動の状態で走行するのが基本となる。スタンバイ式の進化型となるアクティブ・オンデマンド式も、直進巡航時はトルク配分前:後＝100:0または0:100の状態、つまり二輪駆動になるように制御されているのが一般的である。
日本の六輪の大型トラックは後輪2つで、そのうち前方の車軸を駆動するタイプの二輪駆動（6x2）が多い。これはタイヤのグリップ力と空荷状態での後方荷重を確保しつつ、6x4より優れた燃費と積載性を得るためである。

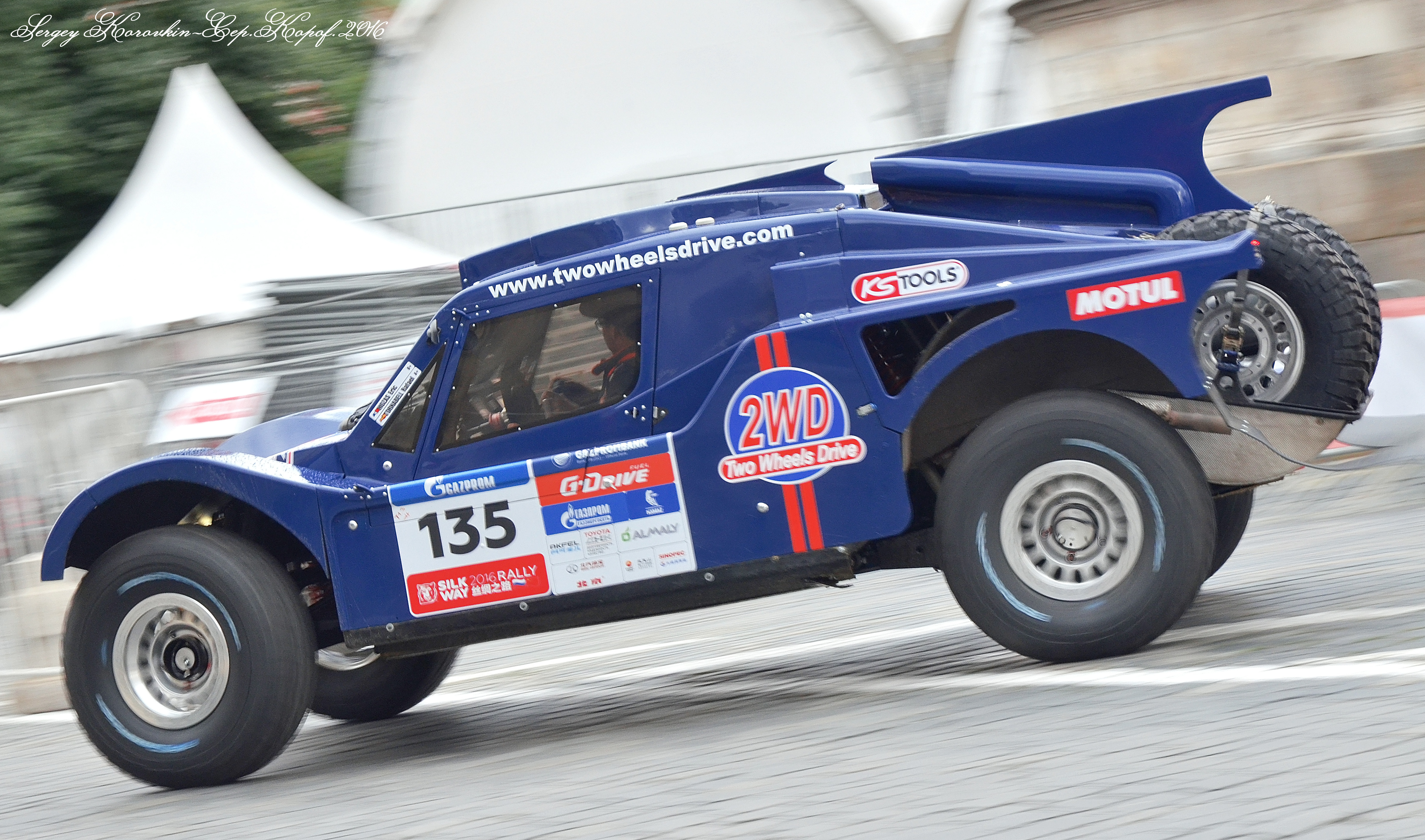
ラリーレイドのような走破性が重要な競技でも、コストの低さ故に古くから二輪駆動のバギーはプライベーターに好んで用いられた。トラクションは大径タイヤに豊かなストローク量のサスペンション、MRないしRRレイアウトなどによって確保している。

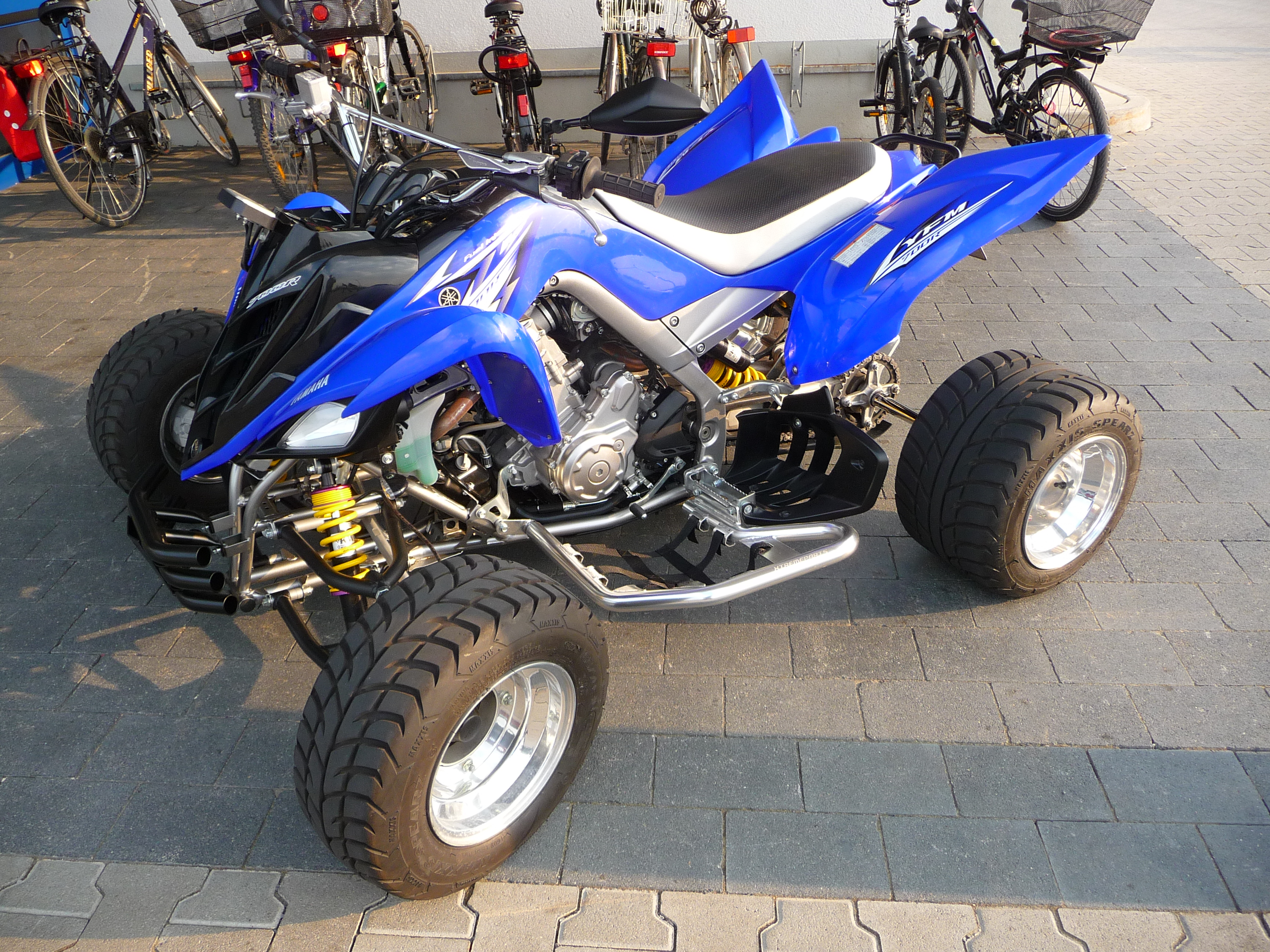
全地形対応車（ATV）のヤマハ・ラプター700Rは、二輪駆動特有の軽量かつ軽快なハンドリングで人気が高い。

モータースポーツでは、上記の特性ゆえにラリーやダートトライアルはもちろん、サーキットでもトラクションを常に意識したドライビングとセッティングを強いられるため四輪駆動に対しては不利だが、四輪駆動のような複雑な機構に起因するメカニカルトラブルに悩まされる心配が無い点や、比較的低コストで参加できるという点はメリットとなる。スペック上では駆動損失が少ないことや軽量化できることも強みで、条件によっては四輪駆動車と互角以上に渡り合った事例もいくつかある。
また単純に好みとして軽さが運転特性に大きな影響を及ぼすことから、二輪駆動を積極的に選ぶ者もいる。特にスポーツ走行ではフロントの駆動系の有無は操舵の特性や感覚に大きな影響を及ぼすため、二輪駆動の中でも後輪駆動が選ばれる理由となりやすい。

### 二輪車

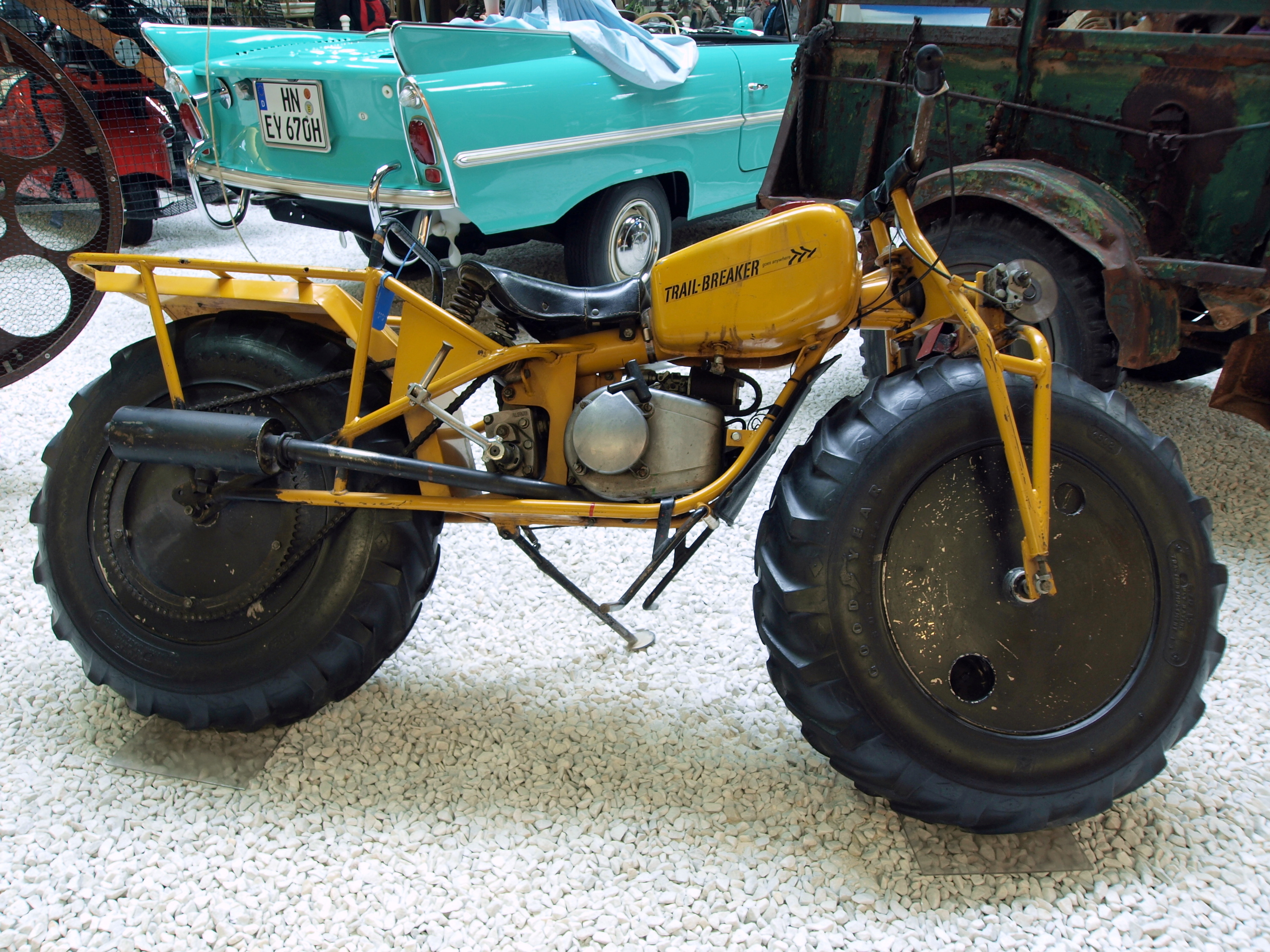
バルーンタイヤを採用しているロコン・トレイルブレイサー

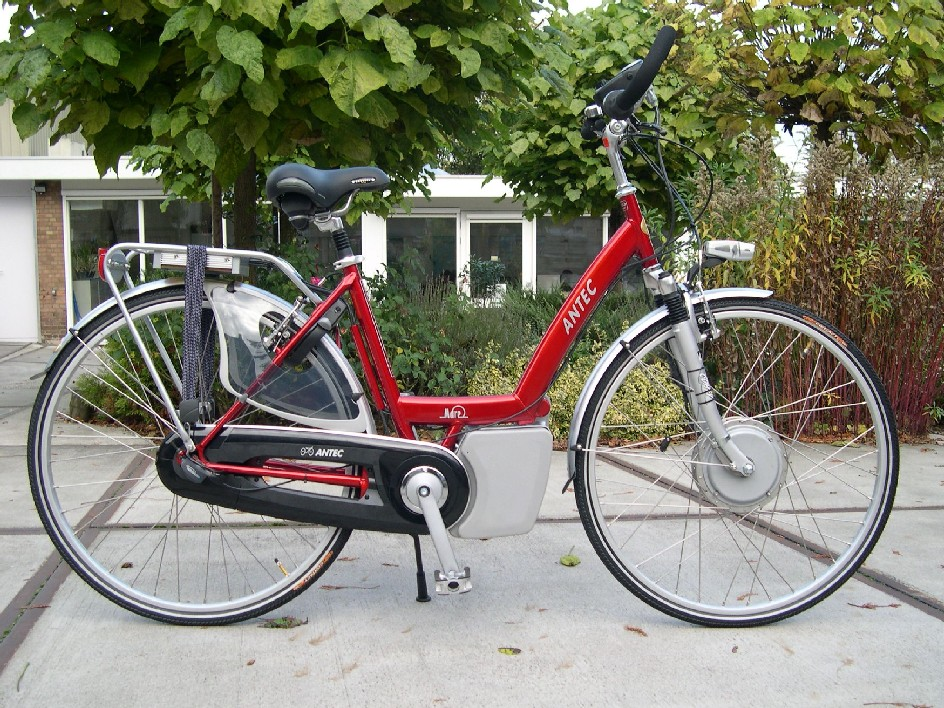
前輪にハブモーターを装備した電動自転車

自転車やオートバイなどの2輪のものは後輪のみが駆動されるものが一般的となっているが、前後2輪の両方を駆動する二輪車もある。2x2（two-by-two/ツーバイツー）とも呼ばれる。日本では「両輪駆動」と呼ばれるのが一般的である。
一般的な二輪駆動と比較すると駆動力を2輪に分散してオフロード（未舗装路）でもタイヤが空転しにくくなる反面、機構が複雑になるためコストが高く重量が増える。また、機械損失も増えるため燃費が悪化（人力の場合は体力を消耗）する。操舵輪も駆動するため、運転の特性も一輪駆動とは少々異なったものになる。
自動二輪では1990〜2000年代にヤマハ発動機とオーリンズ社が二輪駆動バイク「W450F 2-Trac」を共同開発し、2004年ダカール・ラリーでは大排気量勢を抑えて3度ステージ勝利を飾るなど活躍したが、商業的成功を収めることができず姿を消した。また90年代にスズキが、00年代にKTMがコンセプトモデルを発表していたが、これらは量産には至っていない。中小規模メーカーで手がけているところはしばしあり、アメリカのロコン社やクリスティーニ社が古くから現在まで二輪駆動バイクを製造している。
特にバイクの場合、車体側のエンジンから前輪にトルクを伝達する場合は、前輪のサスペンションや舵角を制限しないトルク伝達機構が必要になる。ロコン社のバイクは前輪ドライブトレインとサスペンションの干渉の問題を解決するため、最近までバルーンタイヤを用いることでフロントサスペンションを放棄するという荒業が用いられていた。
自転車でも試行錯誤がされており、近年はブリヂストンなどの量産電動アシスト自転車で、インホイールモーターを搭載して、舵角の問題をクリアしつつ前輪を直接駆動する方法が見られる。

### 三輪車
前1輪後2輪の三輪自動車の場合は後2輪を駆動する場合が多い。前2後1輪のものには後輪駆動と前輪（左右両輪）駆動の両方が見られる。サイドカーには、本車の後輪のみのものと、本車と側車両方の車輪を駆動するものがある。